# Baron Southampton

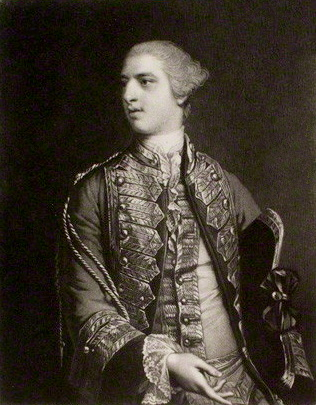
Charles FitzRoy, 1st Baron Southampton.

Baron Southampton, de Southampton dans le comté de Southampton, est un titre dans la Pairie de Grande-Bretagne. Il est créé en 1780 pour le soldat et homme politique Charles FitzRoy. Il est le troisième fils de Lord Augustus FitzRoy, second fils de Charles FitzRoy (2e duc de Grafton), tandis que le Premier Ministre Augustus FitzRoy (3e duc de Grafton) est son frère aîné. Lord Southampton est aussi l'arrière-arrière-petit-fils – par une branche illégitime – du roi Charles II et de sa maîtresse Barbara Palmer, 1re duchesse de Cleveland.
Le titre de Southampton avait été préalablement créé pour Charles FitzRoy, fils aîné naturel de Charles II et de la duchesse de Cleveland, frère de Henry FitzRoy, 1er duc de Grafton. Mais ce titre s'éteignit en 1774 à la mort de son fils William FitzRoy, 3e duc de Cleveland et 2e duc de Southampton, six ans avant la création de la baronnie de Southampton.
Le troisième baron, petit-fils du premier baron Southampton, servit notamment comme Lord-Lieutenant of Northamptonshire de 1867 à 1872. Son fils aîné, quatrième baron lui succéda dans cette charge. Il conserva ce titre 86 ans et 144 jours, le quatrième plus long temps pour un titre de la Pairie (les autres étant le 7e marquis Townshend 88 years, le 13e lord Sinclair, 87 years, and the 3e baron Montagu de Beaulieu (86 ans et 155 jours)). Son fils, le 5e baron, renonça à ce titre le 16 mars 1964. Depuis 2015, le titre est detenu par son petit-fils, le 7e Baron, qui, en tant que descendant du 2e duc de Grafton, est aussi le titulaire de ce titre et de ses titres subsidiaires.
Deux autres membres de cette branche de la famille FitzRoy obtinrent des distinctions. L'Honorable Henry FitzRoy, second fils du second baron, était un homme politique. L'Honorable Edward FitzRoy, second fils du 3e baron, occupa la fonction de Président de la Chambre des communes de 1928 jusqu'à sa mort en 1943. À cette date, sa veuve fut créée Vicomtesse Daventry en son honneur.

## Barons Southampton (1780)
- Charles FitzRoy (1er baron Southampton) (1737–1797)
- George FitzRoy (2e baron Southampton) (1761–1810)
- Charles FitzRoy (3e baron Southampton) (1804–1872)
- Charles Henry FitzRoy (4e baron Southampton) (1867–1958)
- Charles FitzRoy (5e baron Southampton) (1904–1989) (renonciation en 1964)
- Charles James FitzRoy (6e baron Southampton) (de) (1928–2015)
- Edward Charles FitzRoy (7e baron Southampton) (né en 1955)

L'héritier apparent du titre est le fils du présent détenteur, l'Honorable Charles Edward Millett FitzRoy (né en 1983).